# Burak Çevik

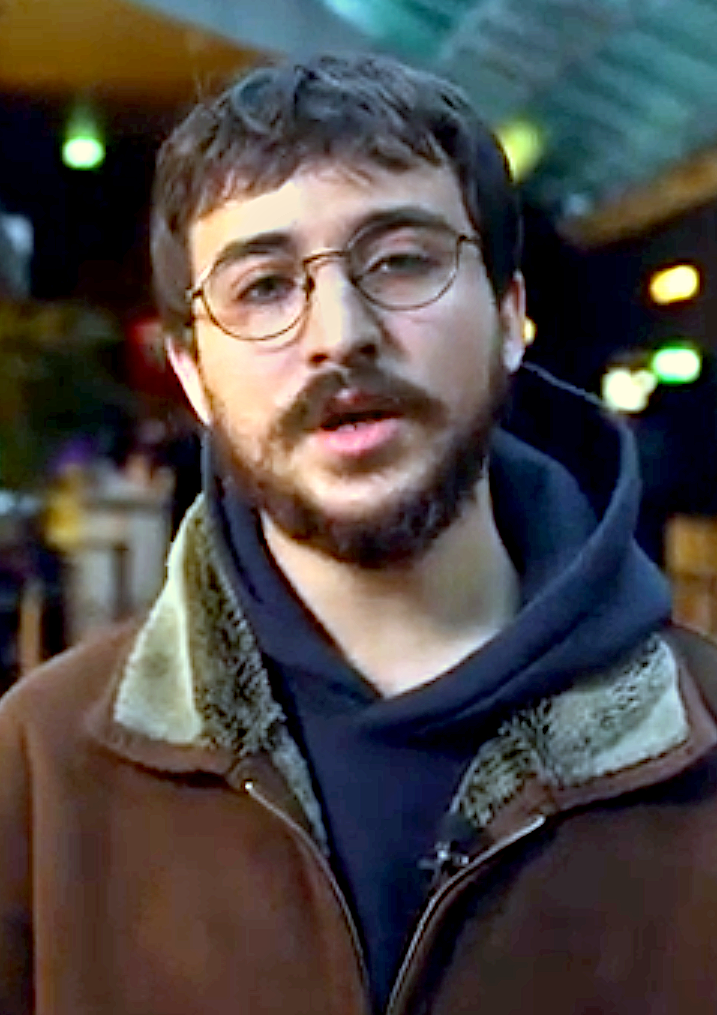
Burak Çevik – Teddy Award 2018

Burak Çevik (* 25. Dezember 1993 in Istanbul) ist ein türkischer Drehbuchautor, Filmregisseur und Filmproduzent.

## Leben
Burak Çevik wurde 1993 in Istanbul geboren. Im Jahr 2016 schloss er sein Studium am Fachbereich Film und Fernsehen an der İstanbul Bilgi Üniversitesi ab. Im Jahr vor seinem Abschluss gründete er die Fol Cinema Society und kuratierte Experimental- und Arthouse-Filmvorführungen. Zwischen 2018 und 2020 war Çevik als Dozent an der İstanbul Bilgi Üniversitesi tätig.
Zu dieser Zeit realisierte er seine ersten Spielfilme. Sein Debütfilm Tuzdan kaide  mit Zinnure Türe, Dila Yumurtaci und Esme Madra in den Hauptrollen wurde im Februar 2018 bei den Filmfestspielen in Berlin in der Sektion Forum vorgestellt und kam im Oktober 2018 in die türkischen Kinos. Sein zweiter abendfüllender Film, der Krimi Aidiyet mit Eylül Su Sapan und Çağlar Yalçınkaya in den Hauptrollen, feierte im Jahr darauf bei der Berlinale seine Premiere. Bei Selman Nacars Filmdrama İki Şafak Arasında von 2021 fungierte Çevik als Produzent. Sein Filmdrama  A Woman Escape wurde im Juli 2022 beim Marseille International Film Festival erstmals gezeigt. Çeviks Filmdrama Unutma Biçimleri mit Erdem Şenocak und Nesrin Uçarlar in den Hauptrollen soll im Februar 2023 bei den Filmfestspielen in Berlin seine Premiere feiern.

## Filmografie
- 2010: Beklerken (Kurzfilm, Drehbuch und als Produzent)
- 2017: Meteorlar (Kurzfilm, Drehbuch und als Produzent)
- 2018: Tuzdan Kaide (Regie, Drehbuch und als Produzent)
- 2019: Aidiyet (Regie, Drehbuch und als Produzent)
- 2020: While Cursed by Specters (Kurzfilm, Regie)
- 2021: İki Şafak Arasında (als Produzent)
- 2022: A Woman Escapes (Regie)
- 2023: Unutma Biçimleri (Regie, Drehbuch und als Produzent)

## Auszeichnungen
Filmfestival in Antalya
- 2021: Spezialpreis der Jury (Iki Safak Arasinda)[6]
- 2022: Nominierung als Bester Film (A Woman Escapes)[7]

Internationale Filmfestspiele Berlin
- 2023: Nominierung für den Caligari Filmpreis (Unutma Biçimleri)

San Sebastián International Film Festival
- 2020: Auszeichnung mit dem Films in Progress Award – Spielfilm (Iki Safak Arasinda)[8]